# Museum für Nummernschilder, Verkehrs- und Zulassungsgeschichte
Das Internationale Museum für Nummernschilder, Verkehrs- und Zulassungsgeschichte, kurz Nummernschildmuseum, hat seinen Sitz in Großolbersdorf im Erzgebirge.
Ausgestellt werden Objekte und Dokumente zur Geschichte von Kraftfahrzeugkennzeichen, Verkehrsschildern, der automobilen Zulassung sowie der Entwicklung der Fahrschulen und Fahrausbildung.

## Konzept und Rahmenbedingungen
Das Museum befindet sich circa 20 Kilometer südlich von Chemnitz in einem alten Fabrikgebäude. Im Juni 2000 wurde mit dem Aufbau des Museums begonnen, die Eröffnung fand am 7. April 2001 statt.
Das Arbeitsamt unterstützt das Projekt durch eine großzügige Förderung.
Das Museum wird über einen eingetragenen Verein, der durch das Finanzamt als gemeinnützig eingestuft wurde, betrieben. Museum und Verein werden über die Mitgliedsbeiträge, Eintrittsgelder und Spenden finanziert, wobei in erster Linie keine eigenwirtschaftlichen Zwecke verfolgt werden.
Verein und Museum arbeiten mit der Gemeinde Großolbersdorf sowie regionalen und überregionalen Vereinen und Museen eng zusammen.

## Inhalte des Museums
- Historische Übersicht über die Entwicklung der Zulassung
- Nummernschilder für Pferdedroschken, frühe Verkehrsgeschichte
- Fahrradkennzeichen (Fahrradnummernschilder)
- Kennzeichen im Deutschen Reich bis 1945, alle Bundesstaaten
- Zoll und andere Sonderschilder im Deutschen Reich ab 1906
- Sonderfall 1937 - Die Farbe der Kennzeichen ändert sich für wenige Monate
- Kennzeichen nach dem Kriegsende 1945–1946
- Kennzeichen in der Besatzungszeit 1946–1948
- Kennzeichen in der Besatzungszeit 1948–1952 SBZ (Sowjetisch besetzte Zone / Ostsektor)
- Nummernschilder in der DDR - 1952–1989
- Kennzeichen in der Besatzungszeit 1948–1956 in den drei Westsektoren
- Alte Nummernschilder mit Beleuchtung aus der Vorkriegszeit
- Ausstellung Siegel und Zulassungsplaketten auf Kennzeichen
- Nummernschildherstellung gestern und heute
- Materialien (Metalle, Plastik, Leder, Holz etc.) für Nummernschilder
- Nummernschilder aus fast allen Ländern dieser Erde
- USA: Run 50 Bundesstaaten einschl. Washington, D.C.
- USA: South Dakota Run 1912 bis heute
- USA: Frühe US-Schilder (1905 bis circa 1920)
- USA: Sonderschilder aus verschiedenen Staaten
- USA: personalisierte Schilder (Wunschkennzeichen)
- Sammlung alter Führerscheine und Fahrerlaubnisse von der Kaiserzeit bis heute
- Alte Zulassungspapiere
- Alte Verkehrsschilder, Hinweisschilder und Ortseingangsschilder ab der Kaiserzeit
- Alte „Strafzettel“ aus dem Deutschen Reich, der DDR, aktuelle deutsche so wie aus diversen Ländern
- Deutsche Schilder mit „Sinnkombinationen“ z. B. „HU-ND 22“
- Thema Fahrschulen und Kraftfahrerausbildung - die historische Fahrschule
- Nachlass des Rennfahrers Nieders
- Sonderausstellungen: Holzspielzeug der Spielwarenfabrik Theodor Heymann (Dresdner Spielwarenfabrik) aus Großolbersdorf